# Craspedorrhynchus melittoscopus
Craspedorrhynchus melittoscopus är en insektsart som först beskrevs av Nitzsch in Giebel 1874.  Craspedorrhynchus melittoscopus ingår i släktet Craspedorrhynchus, och familjen fjäderlöss. Arten är reproducerande i Sverige.